# Vina Bovy

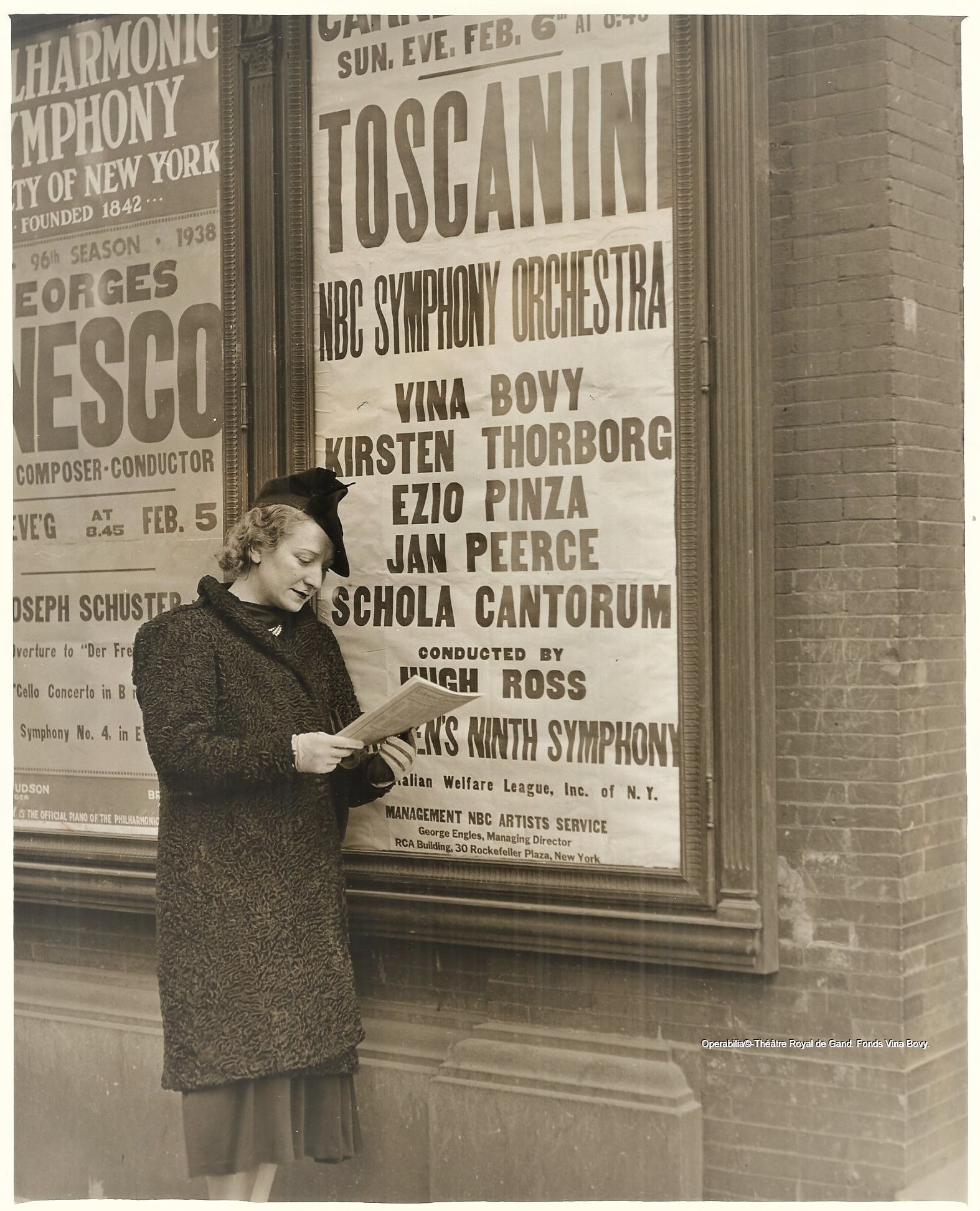
Vina Bovy in 1938

Malvina (Vina) Johanna Pauline Felicita Bovy (Gent, 22 mei 1900 - aldaar, 16 mei 1983) was een Belgische sopraanzangeres die internationaal actief was tijdens het interbellum. Na de Tweede Wereldoorlog was ze tevens een tijdje directrice van de Koninklijke Opera van Gent.

## Biografie

### Jeugd en opleiding
Vina Bovy verloor al zeer vroeg haar beide ouders en werd opgevoed door haar grootouders. In 1914 begon ze aan het Koninklijk Conservatorium van Gent en volgde daar de opleiding drama en het jaar nadien begon ze er ook met de opleiding zangkunst. Daarnaast volgde ze nog privéles om haar stem om te vormen tot een sopraan. Om haar studies te financieren werkte Bovy in een sigarettenfabriek.

### Carrière als zangeres
Haar eerste optreden vond plaats op 17 september 1916 te Gent waar ze tijdens de opening van een nieuwe feestzaal de aria's uit Roméo et Juliette van Charles Gounod zong. In 1917 werd Bovy lid van het Operagezelschap van de Vlaamse Schouwburg van Gent. Tot in 1921 trad ze met die nummers op in verscheidene Gentse theaters en zong er werk van Franse, Italiaanse (zoals Giacomo Puccini) maar ook van Vlaamse componisten (zoals August De Boeck).
In 1921 kwam Bovy voor het eerst in Parijs terecht en speelde de rol van Rosina in Il barbiere di Siviglia van Gioacchino Rossini. Tussen 1922 en 1925 was Bovy verbonden aan de Koninklijke Muntschouwburg te Brussel, waar ze debuteerde in Manon van Jules Massenet. Diezelfde rol zong ze vanaf 1925 in de Parijse Opéra-Comique. In 1926 kwam Bovy op uitnodiging van Arturo Toscanini naar Milaan, waar ze bijkomend onderricht kreeg van de repetitor van het Teatro alla Scala. Het daaropvolgend jaar zong ze opnieuw Manon in Buenos Aires en in Rio de Janeiro. In 1928 keerde Bovy terug naar Europa en trok naar de opera van Monte Carlo, waar ze vele rollen zong uit het Franse en Italiaanse repertoire. Ze leerde er de Italiaan Norberto Fischer kennen (ex-minnaar en erfgenaam van prinses Maria Letizia Bonaparte, hertogin van Aosta) met wie ze in 1928 trouwde. Het echtpaar ging in Villa Cyrnos, de voormalige villa van keizerin Eugénie aan de Azurenkust wonen. Bovy stopte haar carrière voor een aantal jaar.
Vanaf 1933 nam Bovy de draad weer op en trad op in verscheidene Zuid-Franse steden. Onder leiding van André Cluytens zong ze in 1934 in Toulouse Il barbiere di Siviglia en in 1941 in Bordeaux Manon, Faust en La traviata van Giuseppe Verdi. Op 12 oktober 1935 maakte Bovy haar debuut in de opera van Parijs met Rigoletto. In 1936 tekende Bovy een driejarig contract met de Metropolitan Opera in New York en debuteerde daar in La traviata. Op 23 januari 1937 schreef Bovy er geschiedenis door als eerste sopraan ter wereld de vier vrouwenrollen in Les contes d'Hoffmann van Jacques Offenbach te zingen.
Tussendoor zong ze regelmatig in het Teatro Colón in Buenos Aires aan de zijde van bekende tenoren zoals Beniamino Gigli en Giacomo Lauri-Volpi. In 1938 zong Bovy in de Carnegie Hall van New York de sopraanpartij van de 9e symfonie van Ludwig van Beethoven met het NBC Symphony Orchestra onder leiding van Arturo Toscanini. Een acute blindedarmontsteking en het begin van de Tweede Wereldoorlog maakten echter een einde aan haar internationale zangcarrière. Tijdens de oorlog bleef Bovy nog optreden in de Franse operahuizen.

### Carrière als operadirectrice
In 1947 werd Vina Bovy benoemd tot directrice van de Koninklijke Opera van Gent. Tegelijkertijd bleef ze zingen in Gent en voegde nog steeds nieuwe rollen toe aan haar repertoire. Als directrice programmeerde Bovy veel Italiaans werk maar ze vergat ook Belgische componisten zoals Jan Blockx (De Bruid der Zee), Emile Wambach (Quinten Massys) en August De Boeck (La Route d'Emeraude) niet. Einde 1955 stopte ze als directrice van de Gentse opera en bleef nadien nog sporadisch optreden. Haar allerlaatste optreden vond plaats op 23 augustus 1964 in het Casino-Kursaal Oostende.

## Talent
Bovy had een uitgebreide stemomvang die ging van lyrische sopraan over lichte sopraan tot coloratuursopraan. Met groot inlevingsvermogen wist ze alle vier de vrouwenrollen in Les contes d'Hoffmann van Jacques Offenbach te zingen, hetgeen op dat moment uniek was.

## Eerbetoon
Bovy was ridder in de Leopoldsorde en officier in de Kroonorde.
In 1984 schreven Freek Neirynck en Luk De Bruyker als eerbetoon het theaterstuk Vina Bovy, de pêle-mêle van een operadiva dat werd gespeeld in de Koninklijke Opera van Gent.
In 1987 werd er in de Koninklijk Opera van Gent een borstbeeld van haar onthuld en in 1995 werd een woonpark in de buurt van de Voskenslaan te Gent naar haar vernoemd.
De Vrienden van de Lyrische Kunst vzw zorgden voor een grafsteen op de Westerbegraafplaats, en zijn ook de beheerders van deze concessie.
In 2025, naar aanleiding van de 125e verjaardag van Vina Bovy, verscheen de biografische roman Malvina van Sylvia Broeckaert bij Borgerhoff&Lamberigts.
- Bibliothèque nationale de France: cb139490035 (data)
- Gemeinsame Normdatei: 135358922
- International Standard Name Identifier: 0000 0000 7363 9906
- Library of Congress Control Number: no91013259
- MusicBrainz: 77b6012b-7a62-4c57-b510-46a8d2330400
- Nationale Bibliotheek van Tsjechië: xx0164291
- Nationale Bibliotheek van Israël: 987007349435305171
- Nationale Bibliotheek van Polen: a0000003349990
- SNAC: w6q2508h
- Système universitaire de documentation: 080786014
- Virtual International Authority File: 7579797
- WorldCat: E39PBJk93GTXWcc7HpC3kmpHG3